# 明明知道對不起喔 / 猶豫不決的夏天
《明明知道對不起喔 / 猶豫不決的夏天》（わかっているのにごめんね / ためらいサマータイム）是日本女子偶像組合Country Girls的第2張單曲，於2015年8月5日由zetima發售。

## 概要
- 《明明知道對不起喔 / 猶豫不決的夏天》是Country Girls第二張2A單曲。
- 此單曲共有4個版本，分別為「初回生產限定盤A - D」和「通常盤A - B」。「初回生產限定盤A」和「初回生產限定盤C」收錄了《明明知道對不起喔》的PV；「初回生產限定盤B」和「初回生產限定盤D」收錄了《猶豫不決的夏天》的PV。
- 在8月17日於Oricon公信榜单曲週榜取得第5名。

## 收錄內容

### CD（初回生產限定盤A、C、通常盤A）
1. 明明知道對不起喔
（作詞：児玉雨子、作曲：加藤裕介、編曲：加藤裕介）
2. 猶豫不決的夏天
（作詞：三浦徳子、作曲：安田信二、編曲：安田信二）
3. 明明知道對不起喔（Instrumental）
4. 猶豫不決的夏天（Instrumental）

### CD（初回生產限定盤B、D、通常盤B）
1. 猶豫不決的夏天
2. 明明知道對不起喔
3. 猶豫不決的夏天（Instrumental）
4. 明明知道對不起喔（Instrumental）

### DVD（初回生產限定盤A）
1. 明明知道對不起喔（Music Video）

### DVD（初回生產限定盤B）
1. 猶豫不決的夏天（Music Video）

### DVD（初回生產限定盤C）
1. 明明知道對不起喔（Dance Shot Ver.）

### DVD（初回生產限定盤D）
1. 猶豫不決的夏天（Dance Shot Ver.）

## 外部連結
- Country Girls官方網站 （页面存档备份，存于）（日語）
- YouTube上的《明明知道對不起喔》PV
- YouTube上的《猶豫不決的夏天》PV